# Moritz August von Rochow

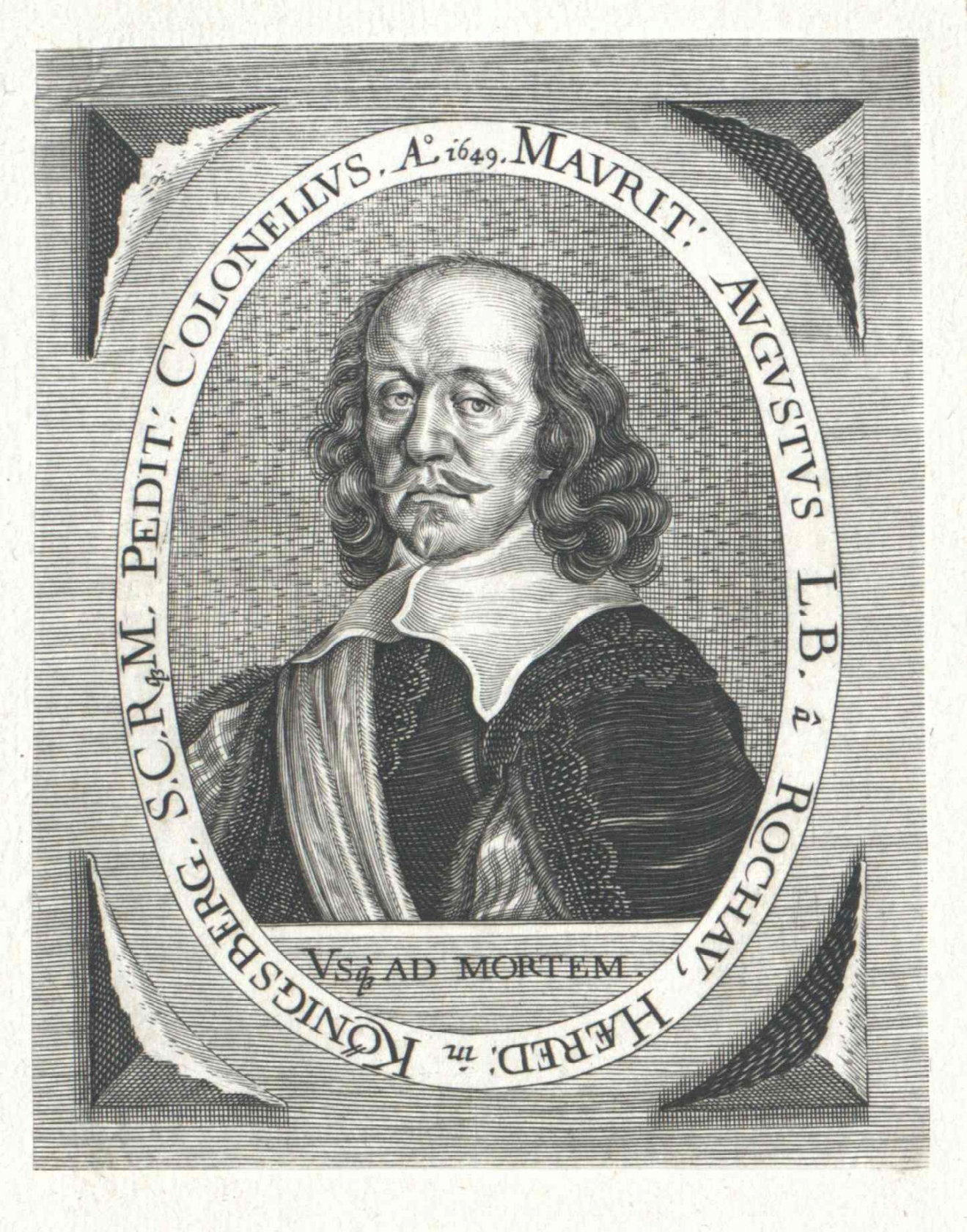
Moritz August von Rochow (1649)

Moritz August von Rochow (* 28. Juni 1609; † 25. August 1653 in Dittmannsdorf) war ein kurbrandenburgischer Obrist über ein Regiment zu Fuß, danach kaiserlicher Generalwachtmeister und Obrist, zudem Landesältester des Fürstentums Jauer und des Fürstentums Schweidnitz. Er war zudem Erbherr auf Goltzow in der Mark Brandenburg sowie Erbherr und Lehnsherr der Herrschaft Königsberg zudem Herr von Gastershausen und Raben im Fürstentum Schweidnitz. Er war der „Behende“ in die „Fruchtbringende Gesellschaft“.
Sein Vater Wichmann von Rochow (1603–1632) war kurbrandenburgischer Oberjägermeister und Hauptmann von Lehnin. Seine Mutter war dessen Ehefrau Hedwig von Röbel (* 1581; † 10. Mai 1631), sie war die Tochter von August Moritz von Röbel (* 1548; † 3. September 1606) und Ursula von Burgsdorff († 1596).

## Leben
Schon 1631 war er kurbrandenburgischer Major, später wurde er zum Kommandanten der Festung Peitz ernannt.
Nach dem Prager Frieden vom 12. Juni 1636 sollte zur Rückeroberung von Pommern von den Schweden ein Heer von 6000 Mann zu Fuß und 1000 Reitern aufgestellt werden. Eines der Regimenter gehörte Rochow. Er zog mit diesem gegen den bei Küstrin stehenden General Wrangel und wurde gefangen genommen, aber bald wieder gegen den schwedischen Obrist Hardenstruck ausgetauscht. Als Nächstes versuchte er mit 2000 Mann Frankfurt an der Oder zu erobern, was misslang. Dafür konnte er dann Landsberg an der Warthe entsetzen.
Im Jahr 1638 wurde er Obrist und Kommandant von Spandau, wo er die Festung erst wieder verteidigungsbereit machte. Er beantragte beim Kaiser die Genehmigung zur Hochzeit und den Freiherren Titel. Am 17. Januar 1640 wurde er vom Kaiser in den Freiherrenstand erhoben, es wurde ihm beides gewährt und auch die beachtlichen Gebühren wurden erlassen. 1641 wurde er als „der Behende“ in die „Fruchtbringende Gesellschaft“ aufgenommen.
Er gehörte zur Partei des Grafen Adam von Schwarzenberg, der als Unterstützer des Kaisers gegen den brandenburgischen Kurfürsten stand. Als Kurfürst Friedrich Wilhelm an die Macht kam, sollte Rochow mit seinem Regiment dem Kurfürsten die Treue schwören. Rochow verweigerte dieses, mit der Begründung, er und sein Regiment hätten dem Kaiser geschworen. Dafür wurde er 1641 abgesetzt und zunächst in Spandau arrestiert. Nach einiger Zeit durfte er sich wieder in der Stadt bewegen und nutzte die Gelegenheit mit dem Grafen von Schwarzenberg zur Flucht. Mit Hilfe seines Vetters, dem Rittmeister Adolph Ehren(t)reich von Rochow, konnte er zusammen mit seinem Pagen von der Marwitz sowie zwei Kammerdienern zum Kaiser nach Regensburg. Der Kaiser gab ihm am 14. September 1641 das Patent als Obrist. Er begann gleich danach ein Regiment zu werben, das bis 1643 bestehen sollte. Der Kaiser schickte ihn als Kommandant nach Glogau, das er mit 500 Mann und 200 Kroaten verteidigt. Dem General Lennart Torstensson verlangt die Übergabe, die Rochow verweigert. Den nachfolgenden Sturm kann er aber nicht abwehren und geriet wieder in Gefangenschaft.
Der Kurfürst versuchte in der Zwischenzeit (1644) Rochow anzuklagen, musste den Prozess auf Druck des Kaisers aber einstellen. So erhielt er im November 1647 einen Geleitbrief, um wieder in die Mark Brandenburg zu kommen. Dafür musste er seine Vergehen gestehen und die Strafe annehmen, so kam es zur Aussöhnung mit den Kurfürsten und durfte weiter in kaiserlichen Diensten bleiben. 1646 bis 1649 war er somit nochmals Inhaber eines kaiserlichen Regiments zu Fuß. Im Jahr 1651 wechselte er mit einer Empfehlung von Kaiser Ferdinand III. als Obrist-Feldwachtmeister in kurbrandenburgische Dienste. Er starb am 25. August 1653 in Dittmannsdorf in Schlesien.

## Familie
Er heiratete am 6. November 1640 die Gräfin Anna Katharina von Hohenzollern (* 4. Mai 1618; † 15. Februar 1670). Sie war ursprünglich mit dem Obristen Freiherr Eberhard von Mannteuffel gen Szoege (* 1590; † 24. Dezember 1637) verlobt gewesen, der aber kurz vor der Hochzeit starb. Sie war die Tochter des Grafen Johann Georg zu Hohenzollern-Sigmaringen (1580–1622).
Das Paar hatte folgende Kinder:
- Ferdinand Wilhelm Anton, kaiserlicher Hauptmann
- Anna Ursula ⚭ Freiherr von Leftwitz Erbherr auf Ottendorf, Thiergarten und Rosen
- Ester (* 8. Januar 1652; † 28. Juli 1692), Liederdichterin ⚭ Johann Wenzel von Baruth

Nach dem Tode von Rochow heiratet 1659 die Witwe den Grafen Heinrich Christoph von Hochberg († 6. November 1675).